# Ophioidina heterocephala
Ophioidina heterocephala is een soort in de taxonomische indeling van de Myzozoa, een stam van microscopische parasitaire dieren. Het organisme komt uit het geslacht Ophioidina en behoort tot de familie Lecudinidae. Ophioidina heterocephala werd in 1891 ontdekt door Mingazzini.